# Purificación de la Aldea
María de la Purificación de la Aldea y Ruiz de Castañeda,  también conocida como Purificación de la Aldea o Pura de la Aldea,  (Madrid, 10 de agosto de 1889-Barcelona, 17 de junio de 1976), fue una comadrona y funcionaria de prisiones española durante la Segunda República. Fue militante del Partido Comunista de España (PCE), y una de las primeras matronas y  enfermeras colegiadas de Madrid, además de Jefa de Servicios de la Cárcel de mujeres de Ventas en el periodo de la Guerra Civil. En 1939, fue inhabilitada y sometida a un consejo de guerra sumarísimo. Cumplió condena en diversas prisiones. Participó en la reconstrucción del Partido Socialista Unificado de Cataluña (PSUC).

## Biografía
Nació en Madrid, hija de Purificación y Federico. Cursó estudios en la Universidad Central y obtuvo el título de practicante el 14 de julio de 1923 y el de matrona el 4 de junio de 1924. En 1930, figuraba inscrita en el Colegio Oficial de Comadronas con el número 20.
En 1931, siendo Victoria Kent directora general de Prisiones, se inició la reforma del sistema penitenciario español. Se creó la Sección femenina auxiliar del Cuerpo de Prisiones y se presentaron 529 aspirantes en la primera oposición. De la Aldea sacó el número 5 y ocupó una plaza de funcionaria en la Cárcel de mujeres de Ventas desde su inauguración hasta los inicios de la Guerra Civil donde fue nombrada jefa de servicios. La derrota del bando republicano supuso su encarcelamiento y depuración.
Sometida a consejo de guerra sumarísimo de urgencia el 1 de mayo de 1939, fue acusada de "adhesión a la rebelión con agravantes" que incluían su pertenencia al PCE y a los Amigos de la Unión Soviética, dureza en el trato a las internas de ideología derechista y el hecho de llevar pistola. Fue condenada a pena de muerte, que después se le conmutó por cadena perpetua, con inhabilitación total (publicada en el BOE del 7 de agosto de 1939).
Cumplió parte de la condena en la misma cárcel de Ventas donde había sido funcionaria. Allí vivió de cerca los fusilamientos, entre ellos la saca de Las Trece Rosas. Coincidió con Trinidad Gallego Prieto, también enfermera y matrona, que como ella intentó atender y ayudar a las presas más vulnerables, sobre todo a las madres con bebés y las menores de edad. Junto a Matilde Revaque, Isabel Huelgas de Pablo y Dolores Freixa, funcionarias de prisiones también encarceladas, intentaron organizar la prisión y aliviar el hacinamiento y las malas condiciones.
Posteriormente, formó parte del contingente de presas madrileñas trasladadas a la prisión de Las Oblatas de Tarragona. El 18 de marzo de 1943, fue trasladada a la Prisión de Les Corts de Barcelona, donde también se distinguió por su capacidad de organización y ayuda sanitaria. En Les Corts coincidió con presas como Adelaida Abarca Izquierdo, María del Carmen Cuesta Rodríguez, Enriqueta Gallinant Roman o Tomasa Cuevas Gutiérrez. Redimió pena trabajando de maestra.
Obtuvo la libertad condicional el 11 de julio de 1944, según consta en su ficha penitenciaria, y siguió militando en la clandestinidad.
Tras su liberación se fue a vivir con una antigua compañera de cárcel, Enriqueta Montoro Bravo. En su casa se estuvo reuniendo durante años la dirección del PSUC de Barcelona. En 1958, volvieron a ser detenidas en el expediente de Miguel Núñez, compañero de Tomasa Cuevas.
Murió en Barcelona el 17 de junio de 1976. Nunca perdió el contacto con el PSUC.

## Memoria histórica
A principios de los años 70, la militante comunista, ex-presa y ex-exiliada Tomasa Cuevas Gutiérrez recorrió España siguiendo el rastro de antiguas compañeras de cautiverio, recopiló sus memorias y dejó escrita una trilogía que fue publicada en los años 1985 y 1986 y posteriormente reeditada en 2004 en un solo volumen de más de 900 páginas titulado Testimonios de mujeres en las cárceles franquistas. El capítulo 14, "La funcionaria de Prisiones", está dedicado a Pura de la Aldea y pone de manifiesto el agradecimiento de las mujeres que la conocieron. En él dice que en 1969 de la Aldea tenía ochenta años, estaba en libertad y compartía piso en Barcelona con su compañera de cautiverio Maria Enriqueta Montoro Bravo, ambas habían sido condenadas al ostracismo laboral y habían sobrevivido en condiciones modestas cosiendo a domicilio. Tomasa Cuevas narra su encuentro y cómo le hizo llegar una carta personal de Dolores Ibárruri, con un broche de regalo, en recuerdo de la amistad y la militancia que las había unido durante la República.